# Joakim Persson
Joakim Persson (Helsingborg, 3 aprile 1975) è un allenatore di calcio ed ex calciatore svedese, di ruolo centrocampista o difensore, tecnico dell'Horsens.

## Carriera

### Giocatore

#### Club
Persson ha iniziato la sua carriera nelle giovanili dell'Högaborgs BK, prima di trasferirsi al Malmö FF nel 1992. Ha effettuato il suo debutto professionale in Coppa di Svezia, in una sconfitta con il Landskrona BoIS.
Persson è stato acquistato dall'Atalanta nel 1996. È tornato in Svezia dopo meno di due stagioni in Italia, poiché ha giocato molto raramente nella prima squadra del club bergamasco, e a gennaio 1998 ha firmato per l'IFK Göteborg. Le cose, per lui, non sono andate molto meglio dopo questo trasferimento. È stato considerato dai media, spesso, come una delle cause degli scarsi risultati del club. Dopo il campionato 1998, è stato votato come il "calciatore più sopravvalutato" dell'Allsvenskan dai suoi colleghi.
Alla fine del campionato 1999, Persson ha lasciato il Göteborg con l'intenzione di sfuggire alla pressione che c'era su di lui ed ha firmato per l'Esbjerg, nella Superliga, ma al termine della stagione la squadra è retrocessa. Persson è comunque rimasto nel club e ha contribuito a far vincere il campionato alla sua squadra e ad essere quindi promossa al primo tentativo.
Nell'estate del 2002, dopo un altro campionato con l'Esbjerg, è passato all'Hansa Rostock, nella Fußball-Bundesliga. Assieme a Andreas Jakobsson, Marcus Lantz, Peter Wibrån, Magnus Arvidsson e Rade Prica, è stato uno dei sei svedesi a giocare per il club del Meclemburgo. Sotto la guida del tecnico Armin Veh, è stato impiegato da centrocampista, giocando ventisei partite nella sua prima stagione. Nel campionato successivo, il club ha inanellato quattro sconfitte di fila nelle prime quattro partite, così Veh ha rassegnato le dimissioni e Juri Schlünz lo ha sostituito. Schlünz ha convertito Persson da centrocampista a difensore e lo ha fatto diventare il leader della sua linea a quattro. Dopo soltanto una gara, in cui è entrato a partita in corso, Persson è stato titolare in ventisette delle ventotto partite dell'Hansa. Ha segnato la sua unica rete contro il Borussia Mönchengladbach il 1º novembre 2003. L'Hansa Rostock ha terminato la stagione al nono posto in classifica. Nel campionato seguente, Persson è partito da titolare in trenta gare, ma non è riuscito a salvare la squadra dalla retrocessione in 2. Fußball-Bundesliga.
Dopo la retrocessione dell'Hansa, Persson si è trasferito allo Stabæk, in Norvegia. Nonostante gli sia stato offerto un lungo contratto, Persson ha scelto di tornare in Svezia solo diciotto mesi dopo e ha firmato con il Landskrona prima del campionato 2007.

#### Nazionale
Persson ha totalizzato ventisette presenze e otto reti con la Svezia under 21. Ha anche giocato per cinque volte, con una rete all'attivo, nelle altre rappresentative giovanili.
Persson ha poi collezionato tre partite con la maglia della Svezia, con cui ha partecipato, nel 1997, alla King's Cup. Ha giocato contro Romania e Giappone, prima di vincere la finale contro il paese ospitante, la Thailandia. Persson, nella vittoria per tre a uno degli svedesi sui thailandesi, ha segnato una rete.

### Allenatore
Dopo essersi ritirato, Persson è diventato allenatore dell'Ängelholm, squadra che ha guidato dal 2011 al 2015 in quattro campionati e mezzo di Superettan. Il 3 luglio 2015 è stato esonerato a causa del negativo avvio di stagione – 10 punti nelle prime 15 giornate – e sostituito da Christian Järdler.
In vista della stagione 2016 è sceso in terza serie (Division 1) per allenare il Kristianstad FC, club appena nato dalla fusione di Kristianstads FF e Kristianstad BoIS. Nei quasi due anni di sua permanenza, la squadra ha conquistato un 5º posto e un 4º posto, ma durante la seconda stagione Persson è stato esonerato a sette giornate dalla fine.
In occasione del campionato di Superettan 2018, Persson è tornato a sedere su una panchina della seconda serie nazionale, quella del Varberg. I neroverdi hanno terminato la stagione al terzultimo posto, ma si sono salvati dopo un doppio spareggio contro l'Oskarshamns AIK. L'anno seguente la sua squadra si è resa protagonista di una storica stagione, con il 2º posto nella Superettan 2019 che ha permesso al Varberg di salire per la prima volta in Allsvenskan, la massima serie del calcio svedese.
Ha poi condotto i neroverdi a tre salvezze di fila, con l'undicesimo posto nell'Allsvenskan 2020, il decimo posto nell'Allsvenskan 2021 e il terzultimo posto nell'Allsvenskan 2022 seguito però da una doppia vittoria negli spareggi salvezza.
Il 28 giugno 2023, a campionato in corso, ha lasciato il Varberg (in quel momento ultimo in classifica con 5 punti dopo 12 giornate) per accettare l'offerta da parte dei danesi dell'Horsens.

## Statistiche

### Cronologia presenze e reti in nazionale
| Cronologia completa delle presenze e delle reti in nazionale ― Svezia | Cronologia completa delle presenze e delle reti in nazionale ― Svezia | Cronologia completa delle presenze e delle reti in nazionale ― Svezia | Cronologia completa delle presenze e delle reti in nazionale ― Svezia | Cronologia completa delle presenze e delle reti in nazionale ― Svezia | Cronologia completa delle presenze e delle reti in nazionale ― Svezia | Cronologia completa delle presenze e delle reti in nazionale ― Svezia | Cronologia completa delle presenze e delle reti in nazionale ― Svezia |
| Data                                                                  | Città                                                                 | In casa                                                               | Risultato                                                             | Ospiti                                                                | Competizione                                                          | Reti                                                                  | Note                                                                  |
| --------------------------------------------------------------------- | --------------------------------------------------------------------- | --------------------------------------------------------------------- | --------------------------------------------------------------------- | --------------------------------------------------------------------- | --------------------------------------------------------------------- | --------------------------------------------------------------------- | --------------------------------------------------------------------- |
| 9-2-1997                                                              | Bangkok                                                               | Romania                                                               | 0 – 2                                                                 | Svezia                                                                | King's Cup 1997 - 1º turno                                            | -                                                                     | 79’                                                                   |
| 13-2-1997                                                             | Bangkok                                                               | Giappone                                                              | 0 – 1                                                                 | Svezia                                                                | King's Cup 1997 - 1º turno                                            | -                                                                     | 61’                                                                   |
| 16-2-1997                                                             | Bangkok                                                               | Thailandia                                                            | 1 – 3                                                                 | Svezia                                                                | King's Cup 1997 - Finale                                              | 1                                                                     | 71’                                                                   |
| Totale                                                                |                                                                       | Presenze                                                              | 3                                                                     |                                                                       | Reti                                                                  | 1                                                                     |                                                                       |

## Palmarès

### Giocatore

#### Competizioni nazionali
- 1. Division: 1

Esbjerg: 2000-2001